# Onthophagus obliquus
Onthophagus obliquus é uma espécie de inseto do género Onthophagus, família Scarabaeidae, ordem Coleoptera.
Foi descrita cientificamente por Olivier em 1789.